# Врачеш
Врачеш (болг. Врачеш) — село в Болгарии. Находится в Софийской области, входит в общину Ботевград. Население составляет 3187 человек (2022). В селе располагается Врачешский монастырь.